# Baflo
Baflo (Gronings: Bavvelt of "Baffelt") is een dorp in de gemeente Het Hogeland in de Nederlandse provincie Groningen. Tot 1990 was het de hoofdplaats van de gemeente Baflo. Het postcodegebied van Baflo telt 1.955 inwoners (2012). 
Het aantal inwoners van het dorp per 1 januari 2023 is onbekend, omdat het CBS de BAG-woonplaats "Baflo", niet als zodanig afgebakende wijk/buurt heeft ingedeeld. Voor het CBS maakt de BAG-woonplaats Baflo onderdeel uit van de buurt "Baflo" en de buurt "Buitengebied Baflo", welke een veel groter gebied omvat dan enkel de plaats Baflo. De buurt Baflo (de dorpskom) telt 1.800 inwoners (1 januari 2023). 
De inwoners van Baflo werden vroeger spottend wel 'koarschoevers' genoemd. Volgens een volksverhaal zouden Baflo en Eenrum elkaars torens benijden; die van Eenrum is veel hoger, maar die van Baflo veel steviger. Om de Eenrumers te plagen zou een inwoner uit Baflo eens een dun houten torentje op een kruiwagen hebben gezet en daarmee naar Eenrum zijn gekruid. Daar zou hij vervolgens zijn doodgestoken door Eenrumers, waarop de Bavvelders de Eenrumers vervolgens 'doodstekers' noemden en de Eenrumers de Bavvelder koarschoevers'.

## Geografie en voorzieningen
Het dorp is gebouwd op en rond een wierde op de oude kwelderwal op de oostelijke oever van de vroegere loop van de Hunze en maakt deel uit van de wierdenreeks die loopt vanaf Sauwerd via Winsum en Baflo naar Warffum. De wierde van Baflo vormt een dubbelwierde met die van Rasquert. Baflo heeft zijn radiaire structuur enigszins behouden. Het oude kerkpad tussen Baflo en Rasquert verloopt via de Kruisstraat, waar een hoogholtje over het Rasquerdermaar voert.
Baflo heeft een station aan de spoorlijn Sauwerd - Roodeschool. Hiervandaan vertrekken treinen van Arriva naar station Groningen en station Roodeschool. Door de N363 is het dorp verbonden met onder andere Winsum en Delfzijl. Over water wordt Baflo aan westzijde door het Kanaal Baflo-Mensingeweer en de Kromme Raken verbonden met het Reitdiep en aan oostzijde door het Rasquerdermaar (vroeger ook wel Bavvelder Vaart genoemd) en het Warffumermaar met het Boterdiep. Baflo is de startplaats van de Noorder Rondritten, ook wel de "Groningse Elfstedentocht" genoemd, die voert over deze waterwegen. Het Bafloërmaar of Bavveldermoar, ooit de verbinding naar Obergum (Winsum) via de Snaphaanstocht, verdween grotendeels reeds in de 19e eeuw en tegenwoordig is hiervan niet meer dan een brede watergang over.
Baflo heeft een klein achterland (hoofdzakelijk de oude gemeente) en heeft daardoor een beperkt voorzieningenniveau. Er bevinden zich onder andere een supermarkt, slagerij, bakkerij, apotheek, zorgcentrum (De Viskenij), bibliotheek en een aantal bedrijven op een klein bedrijventerrein aan de oostzijde van het dorp. In 1990 telde het dorp nog een aantal banken, maar in 2007 sloot de Rabobank als laatste zijn deuren. Ten zuiden van het bedrijventerrein, aan de weg naar Tinallinge, is een woonwijk genaamd "Oosterhuisen".

## Geschiedenis

### Wierde en naam
De Bavvelder wierde dateert van omstreeks 600 v.Chr. Rond die tijd was het gebied van Noord-Groningen half land en half zee, omdat het periodiek overstroomde. Aan het einde van de 8e eeuw zou Liudger een kerkje hebben gesticht in Baflo. Baflo wordt zelf voor het eerst genoemd als 'Bestlon' in 945 in een lijst van bezittingen van de abdij van Fulda (oorkonde in het Oorkondenboek van Groningen en Drenthe), maar zou ouder zijn dan het reeds in 885 genoemde nabijgelegen dorp Den Andel. Rond 1000 wordt het dorp 'Bahtlon' genoemd in een lijst van de goederen van het klooster van Werden en in 1221 wordt het genoemd als 'Beftlo' toen Maarhuizen als parochie werd afgescheiden van de kerk van Baflo. Het voorvoegsel beft of baft wordt vertaald als "achter" en het achtervoegsel -lo als "moerasbossen" in de betekenis "achter de moerasbossen" of misschien "de achtermoerassen". Het moeras verwijst hier naar de lager gelegen gronden ten zuiden van Baflo.

### Kerk en macht
In de 12e eeuw werd de oude stenen kerk van Baflo gebouwd. De losstaande toren dateert uit de 13e eeuw en werd in vroeger tijden ook gebruikt als gevangenis, waaraan een cachot nog herinnert. De kerk vormde de zetel van het personaatschap (proosdij of decanaat) Baflo, een van de zes proosdijen van de Ommelanden (de anderen waren Oldehove, Leens, Usquert, Loppersum en Farmsum). Deze zes proosdijen samen werden ook wel aangeduid als het personaatschap Baflo in ruime zin. Het personaatschap Baflo in enge zin omvatte Halfambt, Innersdijk, een deel van Middag, Ubbega (Ubga of Upgo), Westerdijkshorn en Noord- en Zuidwolde. Deze gebieden omvatten een belangrijk deel van de streek Hunsingo. In 1371 vielen er 35 kerspelen onder. Baflo zelf was tevens de hoofdplaats van de Hunsingose landstreek Halfambt, waaronder ook de latere gemeenten Baflo, Eenrum en Warffum vielen.
De kerk en proosdij van Baflo werden in de middeleeuwen geleid door een afdeling van het genootschap van de Kalendebroeders. Hun vergaderingen werden 'kalendae' genoemd en in Baflo stond aan het hoofd daarvan een persona (of persona personatus), die tevens de functie van pastoor vervulde. Een van de Baflose persona was de vader van een belangrijk humanist genaamd Roelf Huisman ofwel Rudolf Agricola, ter ere van wie in 1982 in het dorp een beeld werd geplaatst van de hand van de Andelse beeldhouwer Jan Steen. In latere eeuwen taande de invloed van de kerk van Baflo en ging de persona in Bedum wonen.
Tijdens de Tachtigjarige Oorlog leed het dorp onder opgelegde schattingen en in 1582 werd het dorp geplunderd door Spaanse troepen onder leiding van Mulert (of Muylert). Na de reductie verloor het dorp zijn vooraanstaande kerkelijke en wereldlijke positie, al behield het dorp wel de functie van kerkelijke hoofdplaats. De macht van de adel bleef echter. Nabij Baflo stonden twee borgen, de Saaksumborg (of De Eest; bij Lutje Saaksum/Lutke Saaxum) en Sassema (bij De Dingen). Sassema werd reeds in 1710 op afbraak verkocht. In 1886 werd ook de Saaksumborg op afbraak verkocht, waarbij echter het schathuis bleef staan om te dienen als boerderij tot 1972, toen het werd verplaatst naar de borg Verhildersum bij Leens. De huiswierden van beide borgen zijn nog zichtbaar in het landschap.

### Ontwikkeling vanaf de 19e eeuw
De bebouwing van het dorp bleef eeuwenlang beperkt tot de wierde. Nadat echter in 1893 de spoorlijn Sauwerd - Roodeschool werd aangelegd en het station Baflo werd geopend, veranderde dit. Het dorp breidde zich toen uit naar het oosten. Gepensioneerde boeren lieten hier rentenierswoningen bouwen. Niet alle woningen waren echter van even goede kwaliteit. Zo stonden de woningen die kort na de Eerste Wereldoorlog tussen Baflo en de begraafplaats aan oostzijde van het dorp werden gebouwd bekend als een 'verbanningsoord' en werden in de volksmond daarom spottend ook wel 'Amerongen' genoemd, naar het verbanningsoord van de Duitse keizer Wilhelm II. Na de Tweede Wereldoorlog werd het dorp verder uitgebreid naar het zuiden. Het inwoneraantal van het dorp nam in tegenstelling tot veel andere dorpen op het Groninger platteland nauwelijks af na de Tweede Wereldoorlog. Weliswaar was ook in Baflo sprake van een terugloop in de werkgelegenheid in de landbouwsector, maar in het dorp zelf werd dit gecompenseerd door de aanwezigheid en stichting van verschillende bedrijven.
Baflo heeft een aantal fabrieken en bedrijven gekend. In 1888 werd een zuivelfabriek geopend, die echter al in 1916 weer sloot en vanaf 1921 werd voortgezet in Bedum (nu Frico). Rond 1900 bevond zich ook een scheepssloperij aan de haven. Voor de werkverschaffing was er toen een vlintenklopperij. In 1939 wist de toenmalige burgemeester van Spengler een filiaal van de Groningse N.V. Tricotagefabriek Mekel en Co. naar Baflo te halen voor het uitvoeren van defensieorders. Direct na het uitbreken van de Tweede Wereldoorlog werden deze orders echter teruggetrokken en werd de fabriek regelmatig stilgelegd vanwege een gebrek aan grondstoffen. Toen verschillende meisjes ook nog voortijdig stopten met hun arbeid in de fabriek, was het snel bekeken: in 1942 sloot het filiaal zijn deuren alweer. Naast deze fabrieken heeft Baflo ook een filiaal (sorteercentrum) van het Groningse Pootgoed en Zaaizaad-Verkoopbureau (PZVB) gehad, dat in de jaren 1970 overging naar Agrico en nog later naar de gebroeders Vonck, die in 2003 opgingen in Logistiek Centrum Westpoort, dat het gebouw nu gebruikt als opslag ('warehouse'). Ook stond in Baflo de veevoederfabriek van Jacobus Jan Nienoord (al in de jaren 1920 bekend als commissiehandel). Nadat Jacobus overleed bij een ongeluk in 1976 en de veevoederindustrie in het slop raakte was het ook hiermee snel gebeurd. In 1984 namen mengvoederfabriek Sikma uit Giekerk en Viando uit Veenwouden de fabriek over. Kort daarna werd de fabriek gesloten en de productie overgebracht naar Giekerk (sinds 1999 alleen nog in Stroobos). Veel inwoners van het dorp zijn tegenwoordig werkzaam als forens in plaatsen als Delfzijl of Groningen.
Baflo was in 1950 het eerste dorp op het Groningse platteland dat een bejaardentehuis kreeg ('De Hörn'), wat betekende dat de inwoners, in tegenstelling tot de situatie in de meeste verzorgingshuizen, hun zelfstandigheid behielden. Eind jaren 1960 werd De Hörn vervangen door het bejaardenhuis 'Viskenij'. In 2002 werd dit vervangen door een klein woonzorgcentrum.
| Demografische ontwikkeling tussen 1849 en 2018                      |
| ------------------------------------------------------------------- |
|                                                                     |
| ■ Data afkomstig van volkstellingen.nl ■ Data afkomstig van het CBS |

## Gebouwen

### Kerken
Op de wierde van Baflo staat de 11e- of begin-12e-eeuwse romaanse Sint-Laurentiuskerk. De parochiekerk van Baflo was oorspronkelijk opgetrokken uit tufsteen en werd bij de stichting in de 10e eeuw begunstigd door de verwantschapskring van de Reginingen en werd mogelijk een eeuw later deels opgetrokken in baksteen. In de 13e eeuw werd de vrijstaande toren gebouwd. De kerk heeft een orgel van Roelf Meijer uit 1876. Bij de kerk staat het verzetsmonument dat reeds in 1946 werd geplaatst door beeldhouwer Coen Schilt. In de omgeving van de kerk werd in 1872 een nieuwe pastorie gebouwd, die jarenlang heeft dienstgedaan als het tehuis voor demente bejaarden 'Huize Agricola'. In 1972 werd het gebouw na precies 100 jaar afgebroken. Op het terrein verrezen toen een zestal bejaardenwoningen.
Na afsplitsing van de Gereformeerde gemeente bouwde deze in 1877 aan de Heerestraat een zaalkerk waaraan in 1926 een transept werd toegevoegd. In 1951 werd de voorgevel vernieuwd en werd het kenmerkende poortje aangebouwd om meer ruimte in de kerk te krijgen. Bij die gelegenheid verdween het 17-eeuwse orgel van Pieter Assendelft dat sinds 1908 in de kerk had gestaan. Het staat sinds 1993 in de Dorpskerk in Bloemendaal.
De Baflose Gereformeerd Vrijgemaakten kwamen lange tijd samen in een bedrijfsgebouw, alvorens ze in 1981 een kerk liet bouwen. Deze kerk is in 1998 gesloopt om plaats te maken voor een groter kerkgebouw.

### Scholen
Het onderwijs werd vroeger gegeven in een gasthuis in Baflo. In 1805 werd een eerste school gebouwd, die werd uitgebreid tussen 1917 en 1918. Tussen 1957 en 1958 werd een nieuwe school gebouwd. Ergens tussen 1960 en 1980 verhuisden de kinderen naar de basisschool van Rasquert en werd het gebouw van de lagere school in Baflo afgebroken. Het christelijk lager onderwijs startte in 1891 als de gereformeerde lagere school vanuit een voormalig kerkgebouw van de christelijk gereformeerde kerk aan de Kruisstraat 21 in het dorp. 13 ondernemers uit Saaxumhuizen was dit niet naar het zin; zij liepen hiertegen te hoop en dreigden in 1893 iedere arbeider die zijn kinderen hiernaartoe stuurde, zou worden ontslagen. In 1898 werd het gebouw uitgebreid met twee lokalen en werd de voorgevel voorzien van kenmerkend siermetselwerk. Tegenwoordig is dit gebouw in gebruik als woning. In 1964 werd namelijk een nieuw schoolgebouw gebouwd, dat in 1987 werd uitgebreid met een afdeling voor de kleuters, waarmee de huidige christelijke basisschool 'Ichthus' ontstond. In 1938 werd voor het eerst gesproken over een christelijke (m)ulo, die uiteindelijk in 1948 werd gesticht en in 1950 een eigen (nieuw) schoolgebouw kreeg. Later werd deze school een christelijke mavo om uiteindelijk ergens in de jaren 1980 samen te gaan met de mavo in Winsum, waar de school vervolgens naartoe verhuisde. Het schoolgebouw (aan de Meijmaweg 11) is nu eveneens een woonhuis.

### Overige gebouwen

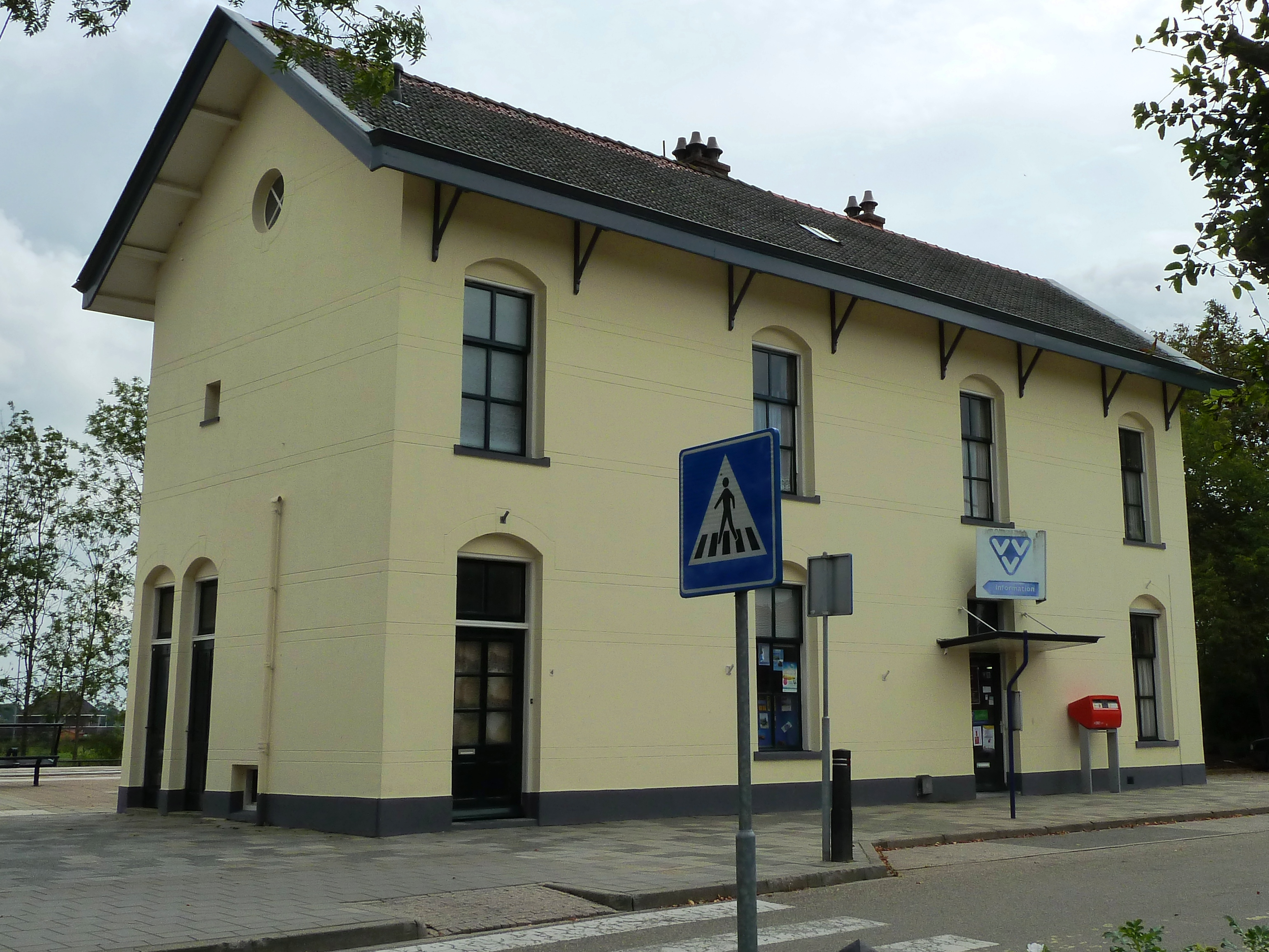
Stationsgebouw van Baflo

Baflo heeft eeuwenlang een standerdmolen gehad voor het malen van rogge. Reeds in 1628 stond er een roggemolen. In 1848 werd de toenmalige molen afgebroken en vervangen door een nieuwe koren- en pelmolen, die de naam 'De Blokken' kreeg en stond op de kruising van de Provincialeweg en de Maarhuizerweg. In 1947 brak tijdens een zware storm de vang en sloeg de molen op hol, waarbij de molenaar door de storm van de stelling werd geslagen en ernstig gewond raakte. De op hol geslagen molen verbrandde daarop, waarop de molen werd afgebroken. De molenaarswoning bestaat nog.
Tussen 1888 en 1916 had Baflo een zuivelfabriek. Dit gebouw staat nog altijd aan de Havenweg 4 en bestaat uit een langgerekt bakstenen gebouw dat wordt afgedekt door een schilddak.
Naast het Station Baflo staat het oude stationsgebouw uit 1893. Tussen 1971 en 1975 werden alle stationsgebouwen langs de spoorlijn Sauwerd - Roodeschool afgebroken en ontsprong alleen het gebouw in Baflo de dans. In de jaren 1980 en 1990 was (net als in bijvoorbeeld station Leens) de rijkspolitie in het gebouw gevestigd, waarna het pand een commerciële bestemming kreeg. Het café tegenover het station verrees rond 1897 als stationskoffiehuis. Het dorp heeft vroeger meer cafés gehad. In een daarvan, De Gouden Zwaan, was tot 1897 ook het gemeentehuis gevestigd. Dit pand werd in 1917 gesloopt.
Het gemeentehuis van de voormalige gemeente Baflo werd gebouwd in 1897 op de hoek van de Willem de Zwijgerstraat met de Laurentiusstraat. Het pand is verschillende malen uitgebreid en is sinds de jaren 1990 een woonhuis.

### Huizen en boerderijen
In Baflo staan een aantal huizen uit de periode dat er veel rentenierende boeren gingen wonen. Voorbeelden hiervan zijn een eclectisch pand uit ongeveer 1890 aan de Rudolf Agricolastraat 2 en de in een expressionistische trant opgetrokken villa Nieuw Blokken uit 1929 aan de Willem de Zwijgerstraat 2. Uit dezelfde periode dateert de eclectische dokterswoning met landschapstuin uit 1880 aan de Willem de Zwijgerstraat 1. De witte villa 'Bellevue' uit 1880 aan de Heerestraat 1 werd lange tijd gebruikt door de afdeling landaanwinningswerken in Groningen en Friesland van de Rijkswaterstaat, alvorens deze verbouwd werd tot een appartementencomplex. In dit huis woonde ook de jonge vrouw die, net als een agent, in april 2011 werd vermoord door een uitgeprocedeerde asielzoeker. Aan de Kostergang 1-2 staan een aantal armenhuizen uit 1909.
In en rondom het dorp staan een aantal fraaie boerderijen. Aan de Heerestraat 12 staat een kop-rompboerderij uit de tweede helft van de 19e eeuw met een neoclassicistisch voorhuis. Buiten het dorp staat een aantal kop-hals-rompboerderijen, zoals de geheel gerestaureerde en dubbel omgrachte 18e-eeuwse boerderij Ernstheem aan de Eenrumerweg 53 met landschapstuin en 19e-eeuwse theekoepel en stenen neorococovazen bij de ingang. Aan de Eenrumerweg staat op nummer 48 de 19e-eeuwse boerderij Lutje Saaksum en op nummer 51 een boerderij met een in een eclectische stijl opgetrokken voorhuis uit ongeveer 1890. Aan de Maarhuizerweg staat boerderij De Blokken (waarnaar de villa Nieuw Blokken in het dorp is genoemd) uit 1873 met een witgepleisterd voorhuis uit 1916 naar een ontwerp van Egbert Reitsma. Iets verderop, aan de Maarhuizerweg 3 staat een in 1849 deels op een oudere voorganger gebouwde kop-hals-rompboerderij. Bij Abbeweer ten slotte staat aan de Abbeweersterweg 3 een boerderij met een 19e-eeuws voorhuis.

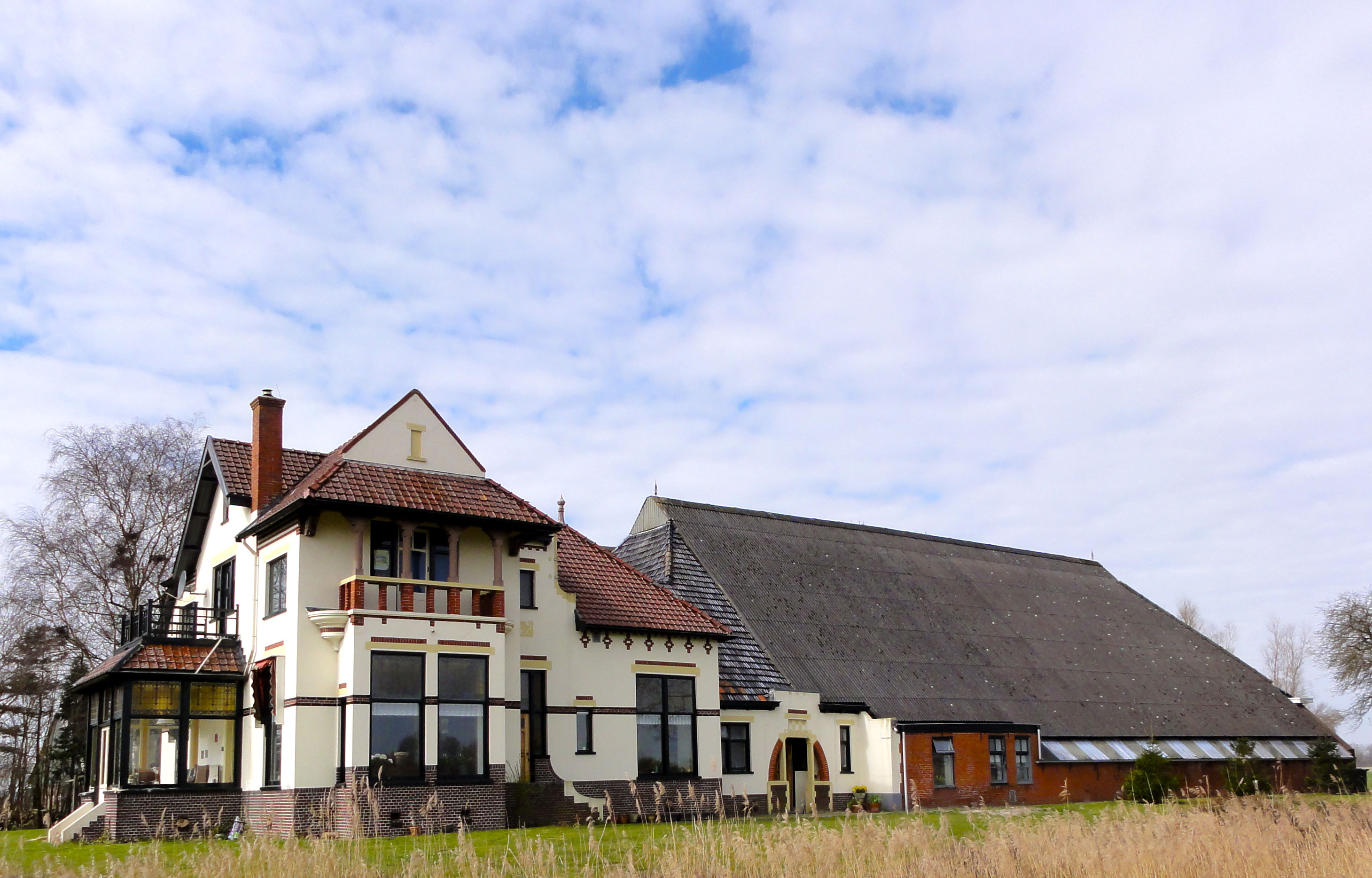
Boerderij De Blokken (1873)
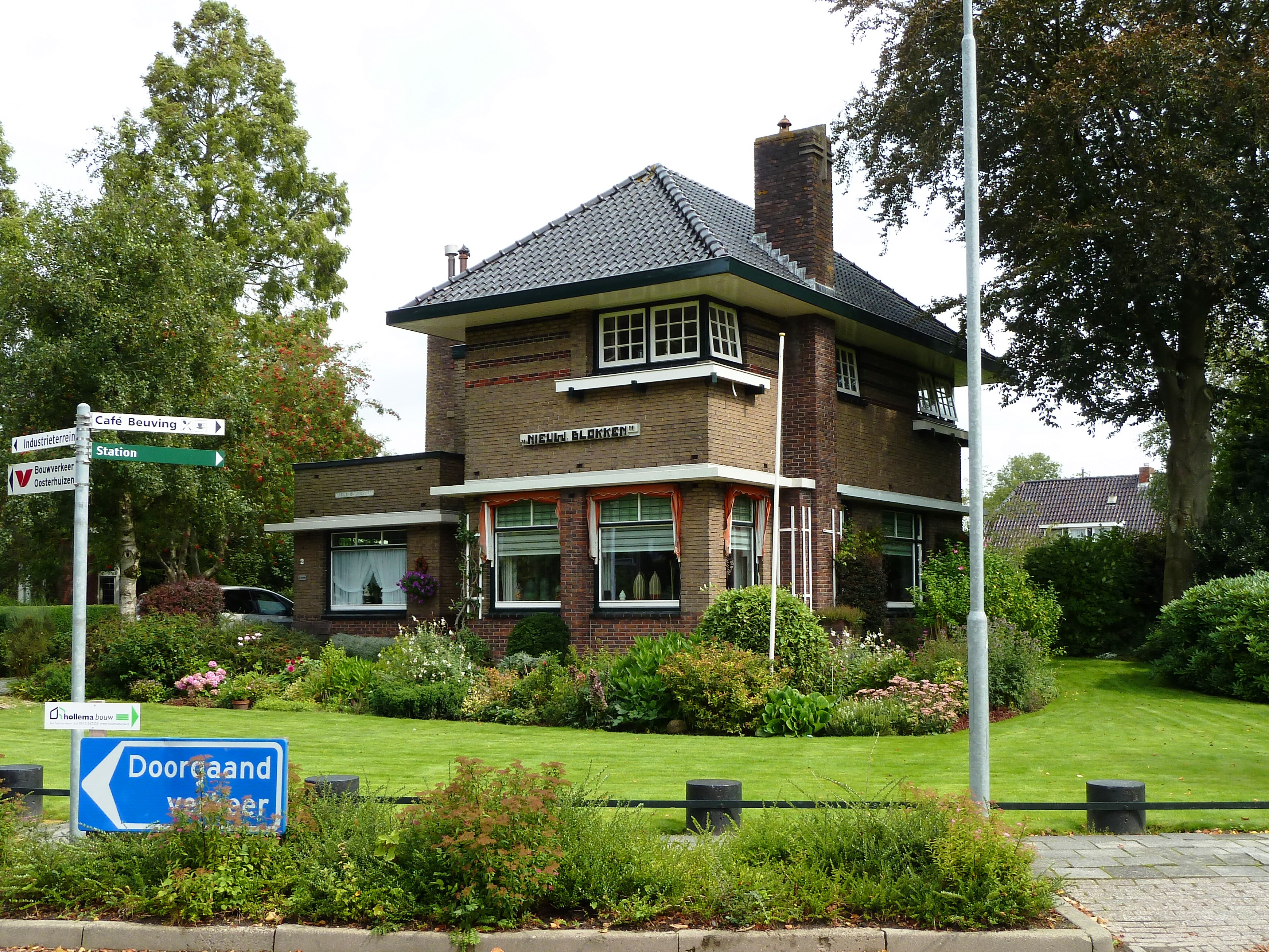
Villa Nieuw Blokken (1929)
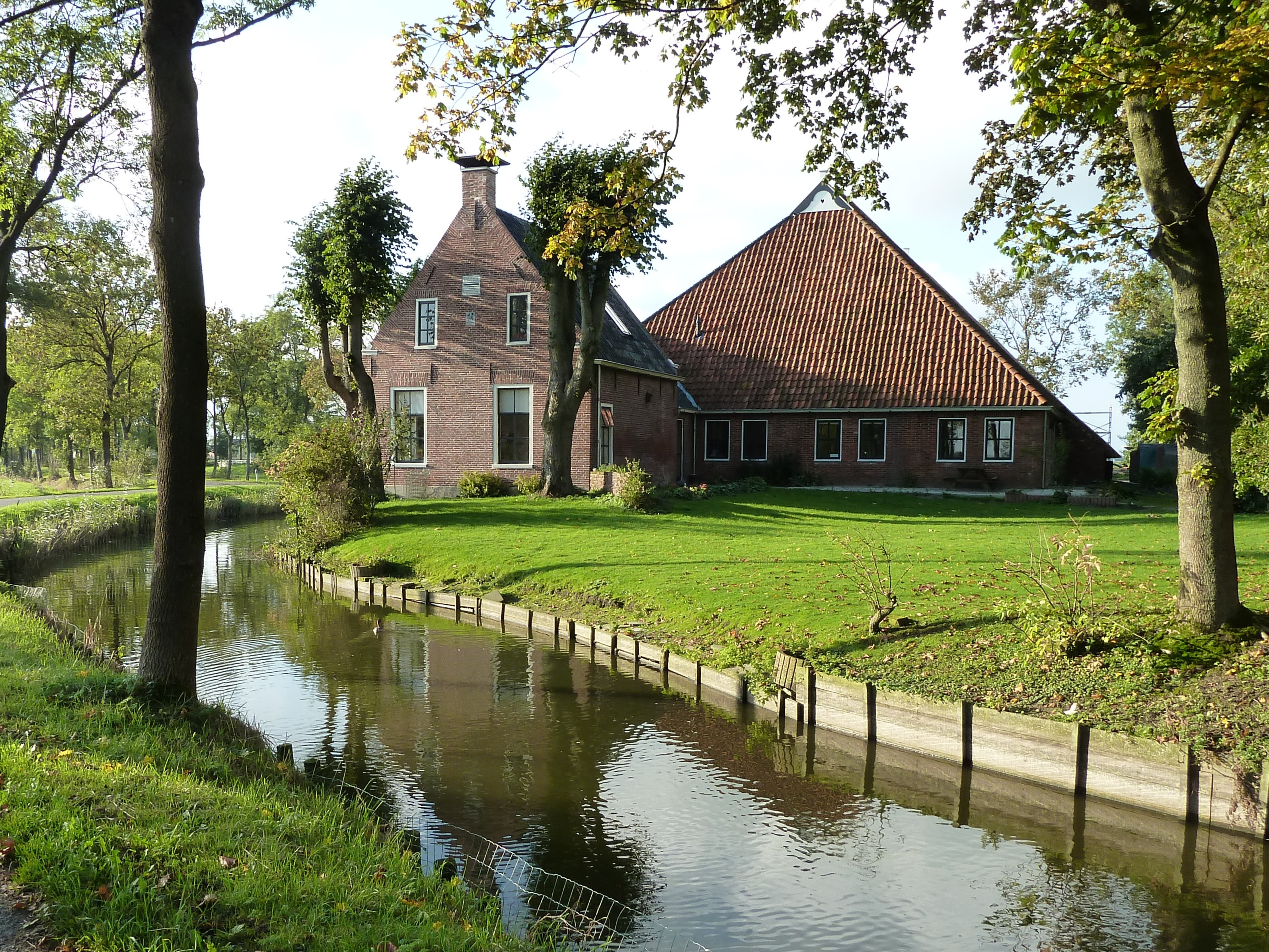
19e-eeuwse boerderij bij Abbeweer
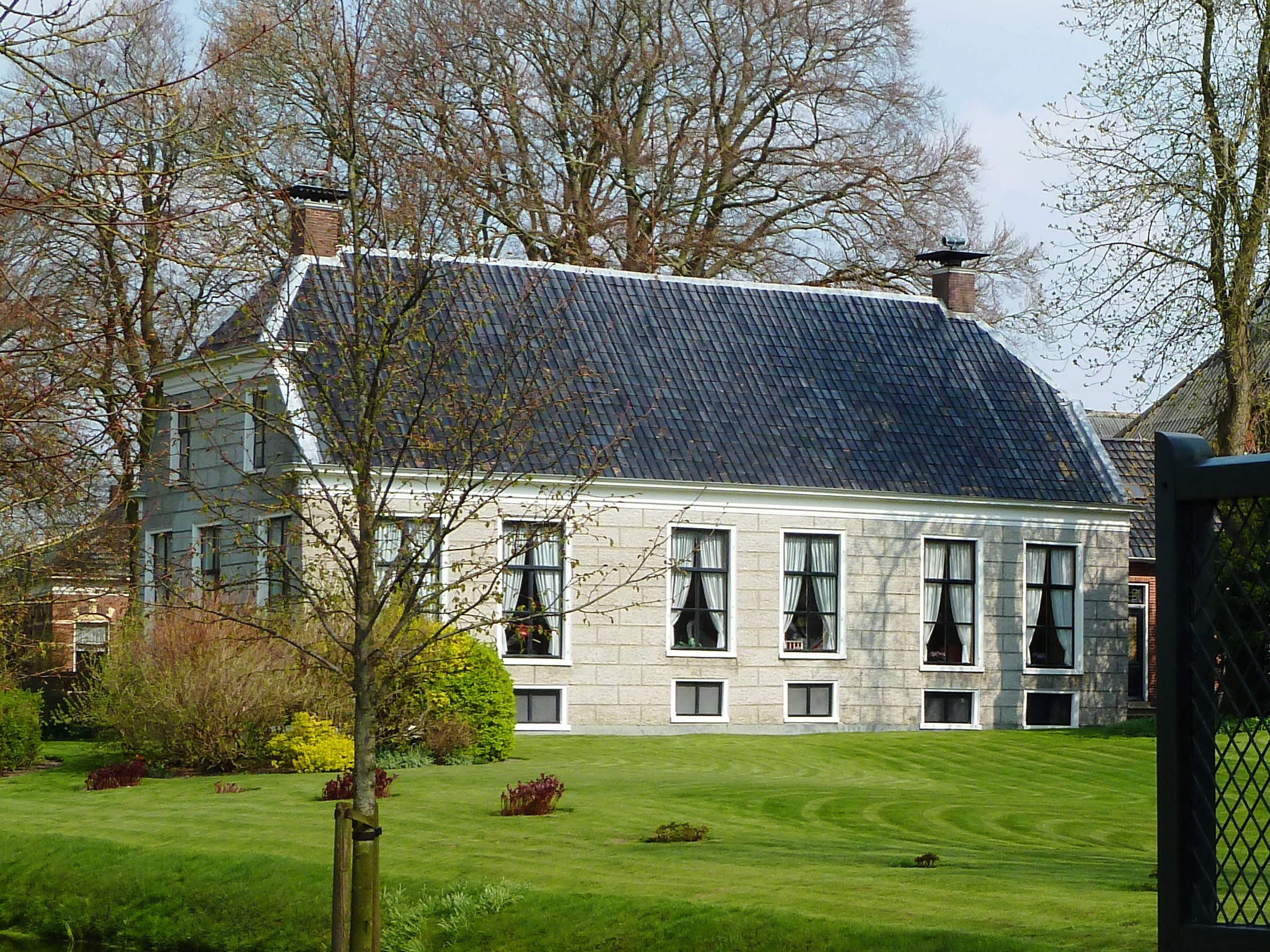
Voorhuis van de 18e-eeuwse boerderij Ernstheem

## Voormalige gemeente
De gemeente Baflo heeft bestaan van 1811 tot 1990 (tussen 1808 en 1811 vormde het onderdeel van de gemeente Eenrum) en omvatte 3457 hectare, waarvan 201 hectare kwelders. Naast Baflo bestond de gemeente uit de volgende dorpen, buurtschappen en gehuchten: Abbeweer, De Dingen, De Vennen, Den Andel, Hammeland, Hiddingezijl, Lutje Marne, Lutje Saaksum, Rasquert, Saaxumhuizen en Tinallinge. Ook een deel van de Noordpolder behoorde bij de gemeente.
Het wapen van Baflo (een zespuntige ster) werd vroeger gedacht te zijn afgeleid van het zegel van Rudolf Agricola, de bekende humanist die in Baflo is geboren. Naar later bleek was het zegel echter van een Agricola uit Emden.
In 1990 ging de gemeente Baflo op in de gemeente Winsum.
| 1.828                                       | 2.046 | 2.170 | 2.227 | 2.322 | 2.349 | 2.437 | 2.567 | 2.680 | 2.724 | 2.712 | 2.823 | 2.938 | 2.755 | 2.911 | 2.853 |
| Data afkomstig van volkstellingen.nl & CBS. |       |       |       |       |       |       |       |       |       |       |       |       |       |       |       |

## Geboren in Baflo
- Rudolf Agricola (1443/44-1485), humanist
- Pieter Hendrik Meekhoff Doornbosch (1870-1931), oudheidkundige en verzamelaar
- Erik Hoeksema (1962), schaker en voormalig dammer, wereldrecordhouder
- Alexander Reinard Hulst (1910-1978), hoogleraar en dominee
- Gezina van der Molen (1892-1972), juriste en verzetsstrijdster
- Michael Jan Noordewier (1806-1865), onderwijs- en opvoedkundige
- Alexander Numan (1780-1852), arts, hoogleraar en pionier in de diergeneeskunde

## Trivia
- In Baflo staat een van de oudste jeugdsozen van Noord-Nederland: Jeugdsoos Eagle.
- In 1960 werd bij Baflo bij de brug in de N363 over het Kanaal Baflo-Mensingeweer de eerste picknickplaats van de provincie Groningen in gebruik genomen.
- Volgens Pé Daalemmer & Rooie Rinus (De Bende van Baflo Bill), was de mooiste tocht die zij ooit ondernamen "van Baflo naar Stad, over Onderdendam".
- Baflo is het decor van een deel van Maarten 't Harts roman Verlovingstijd.